# Other Dances
Other Dances è un balletto realizzato dal maestro di ballo del New York City Ballet Jerome Robbins sull'adattamento di Natalija Makarova e Michail Baryšnikov della musica di Chopin:
- Mazurca, op. 17, no. 4
- Mazurca, op. 41, no. 3
- Valzer, op. 64, no. 3
- Mazurca, op. 63, no. 2
- Mazurca, op. 33, no. 2

Robbins originariamente fece sei variazioni sul lavoro della Makarova e di Baryšnikov, ma ne usò solo quattro negli spettacoli; le altre due sono conservate su un nastro di prova. La première ebbe luogo domenica 9 maggio 1976 al Metropolitan Opera House, al Lincoln Center, nell'ambito di un galà per la divisione Performing Arts della Biblioteca pubblica di New York. I costumi erano di Santo Loquasto e le luci di Ronald Bates; la prima del balletto di New York, venerdì 26 novembre 1976, al New York State Theater (sempre al Lincoln Center). Other Dances è il quarto balletto realizzato da Robbins sulla musica di Chopin; i balletti precedenti erano: The Concert, 1956; Dances at a Gathering, 1969; e In the Night, 1970.

## Cast

### Originale
- Natalija Makarova

- Michail Baryšnikov

### Revival della NYCB

#### Primavera 2008 –Celebrazione di Jerome Robbins

##### Primo cast
- Julie Kent

- Damian Woetzel

##### Secondo cast
- Julie Kent

- Gonzalo Garcia

#### Primavera 2009

##### Primo cast
- Tiler Peck[2]

- Gonzalo Garcia

##### Secondo cast
- Ashley Bouder[2]

- Joaquín De Luz[2]

##### Terzo cast
- Tiler Peck

- Joaquín De Luz

#### 2009 Saratoga Springs

##### Primo cast
- Tiler Peck

- Gonzalo Garcia

##### Secondo cast
- Ashley Bouder

- Joaquín De Luz

##### Terzo cast
- Ashley Bouder

- Benjamin Millepied

## Altre compagnie

### American Ballet Theatre Fall 2009
- Gillian Murphy

- David Hallberg

#### Tour ABT in China
Primo cast
- Veronika Part

- Marcelo Gomes

Secondo cast
- Gillian Murphy

- David Hallberg

#### Stanislavski and Nemirovich-Danchenko Moscow Academic Music Theatre
Premiered July 10th, 2010 alongside with "In the night" and "The Concert".

### Critiche
- NY Times, Clive Barnes, November 27, 1976 Clive Barnes
- NY Times, Jennifer Dunning, May 7, 1979 Jennifer Dunning
- NY Times, Anna Kisselgoff, January 29, 1981

- NY Times, Jennifer Dunning, June 18, 1984 Jennifer Dunning
- NY Times, Alastair Macaulay, June 6, 2008 Alastair Macaulay